# Exploitation aurifère au Soudan
L'exploitation de l'or au Soudan date des années 2010, avec la découverte en 2012 de gisements situés au Djebel Amir. Cet or arrive alors à point nommé pour remplacer le pétrole du Soudan du Sud récemment déclaré indépendant et fournir à l'État des recettes nécessaires.
Rapidement, l'utilisation de cet or est questionnée par certains observateurs, et notamment son export quasiment exclusif en direction de la Russie, dont le Soudan est le principal pourvoyeur.
Par ailleurs, les conditions déplorables de sécurité dans les mines d'or est pointé du doigt, ainsi que la très faible rentabilité du secteur, du fait de la faible qualité du minerai, de la corruption et de la contrebande.

## Histoire

### La perte des revenus pétroliers du Soudan du Sud
À la suite du référendum sur l'indépendance du Soudan du Sud, ce dernier fait sécession du Soudan. L'économie du Soudan était jusqu'alors très liée au pétrole, qui se trouve dans son immense majorité dans le nouvel État. Ainsi, les exportations pétrolières du Soudan sont divisées par quinze entre 2010 et 2015, passant de près de dix milliards de dollars annuels à un peu plus de six cents millions.
Ce remplacement de la rente pétrolière par l'aurifère était anticipé par l'État soudanais depuis 2004, en cas de déclaration d'indépendance du Sud, ce qui s'est traduit notamment dans le plan stratégique du gouvernement pour la période 2005-2011.
Une agence gouvernementale dépendant du ministère des Mines est ainsi créée dans le but de superviser l'ensemble du secteur aurifère.

### Mise en place d'une technostructure
En janvier 2007 est voté le Mineral Ressources and Mining Development Act (Loi sur les ressources minérales et le développement minier) qui se substitue au Mining and Quarries Act de 1972. Il est notamment beaucoup plus favorable aux investisseurs étrangers et à la production industrielle. Il réaffirme en outre très clairement la légitimité exclusive de l'État sur les autorisations de prospection,.
Peu avant le coup d'État qui met fin à sa présidence, Omar el-Bechir fait construire à Khartoum une des plus grandes raffineries d'or d'Afrique.
Le but de cette construction est d'assurer à l'État soudanais, sinon le contrôle de la production, impossible du fait de la prééminence des exploitations traditionnelles, du moins celui de l'exportation. Mais malgré les investissements dans l'outil de raffinage ainsi que les décrets d'interdiction, la contrebande reste très majoritaire ; elle est estimée à 70% du total début 2022.
Le 17 mars 2022, le Soudan durcit sa législation, interdisant tout export d'or sinon par les sociétés concessionnaires opérant dans le secteur minier.

## Production
À la fin de la décennie 2010, le Soudan devient le troisième pays producteur d'or d'Afrique, après l'Afrique du Sud et le Ghana, avec 93 tonnes extraites en 2016, plus de cent en 2017 et 76 en 2019,,.

## Implantation géographique
De nombreuses régions du Soudan disposent de gisements aurifères. C'est par exemple le cas au Kordofan du Sud, qui compte un quart des soixante concessions minières légalement autorisées du pays, dans le Darfour du Nord,. La plus grande mine, celle d'Ariab, est située à l'est, dans l'État de la Mer-Rouge.

## Aspects économiques et politiques

### Travail artisanal
La production est très inégalement répartie entre les « sociétés minières traditionnelles », c'est-à-dire l'orpaillage artisanal, qui produit environ les quatre cinquièmes de l'or soudanais, et les sociétés minières, qui produisent le reliquat. Les petites exploitations font ainsi vivre dès 2016 un demi-million de personnes ; cinq ans plus tard, près de deux millions d'habitants dépendent de cette production ; une proposition d'interdire cette pratique a dû être abandonnée, tant le secteur aurifère dépend massivement de l'exploitation individuelle. Le choix initial d'interdiction a fait place à une mesure de conciliation mais de contrôle drastique du commerce.
Toutefois les mines artisanales, si elles peuvent être relativement mécanisées, restent extrêmement accidentogènes. Le 29 avril 2013, un effondrement au Darfour fait plus de cent victimes. Huit années plus tard, le 26 décembre 2021, trente-et-un mineurs sont ensevelis dans l'effondrement d'une mine,,.
Par ailleurs, pour éviter de devoir des comptes au fisc soudanais, de nombreux prospecteurs travaillent sous l'égide de seigneurs de guerre locaux ou de fonctionnaires corrompus

### Faibles rentabilité et thésaurisation
Les cent tonnes d'or produites en 2017 apportent à l'État soudanais un revenu d'environ quatre cent millions de dollars, selon Hashim Ali Salem, ministre soudanais des minerais ; les observateurs économiques ne manquent pas de souligner qu'aux cours d'alors la valeur de cette production devrait être dix fois supérieure et expliquent cette distorsion par la nature de la production, la faible qualité du minerai et la contrebande.
Ainsi, alors que le Soudan conserve un rôle de premier plan dans la production et l'exportation d'or en Afrique, les réserves de la banque centrale sont très faibles.

### Rôle de la Russie
L'embargo contre le Soudan décidé par les États-Unis en 1997 incite rapidement Omar el-Béchir à se tourner vers la Russie. Celle-ci est également désireuse d'accroître ses réserves d'or. Entre 2010 et 2022, ces dernières quadruplent pour atteindre 630 milliards de dollars. Officiellement, les exportations soudanaises vers la Russie sont quasiment nulles.
Une grande partie de l'or quittant le Soudan pour la Russie est toutefois le fait de la contrebande, qui s'effectue depuis des petits aérodromes militaires disséminés dans tout le pays. Un dirigeant d'une entreprise minière estime qu'environ trente tonnes annuelles d'or sont expédiées en Russie ; il pointe notamment le rôle de Mohamed Hamdan Dogolo dans ce trafic, ainsi que celui du Groupe Wagner. Ces informations sont démenties par l'ambassadeur du Soudan en Russie, mais confirmées par les analystes dès mars 2022,, et de manière plus approfondie en novembre suivant.
Le groupe Wagner est engagé au Soudan et y soutient l'administration gérée par les militaires. Les observateurs ont affirmé que l'objectif majeur du groupe Wagner dans cette situation est d'assurer l'accès russe à de précieux minéraux bruts comme les réserves d'uranium, de silicium, d'or et de manganèse. En outre, une entreprise russe, M Invest, avait des liens vers le groupe Wagner. En dehors de cette, selon les autorités américaines, le groupe Wagner était payé par les ÉAU pour soutenir Haftar en Libye et ont été accusés de torture, de meurtre aveugle et d'autres crimes de guerre.